# NGC 3458
NGC 3458 is een lensvormig sterrenstelsel in het sterrenbeeld Grote Beer. Het hemelobject werd op 8 april 1793 ontdekt door de Duits-Britse astronoom William Herschel.

## Synoniemen
- UGC 6037
- MCG 10-16-26
- ZWG 291.14
- PGC 32854